# Globimetula oreophila
Globimetula oreophila là một loài thực vật có hoa trong họ Loranthaceae. Loài này được (Hook.f.) Danser mô tả khoa học đầu tiên năm 1933.